# کارپیندولول
کارپیندولول (انگلیسی: Carpindolol) یک ماده بتا بلاکر است.